# 蔡森夫
蔡 森夫（ツァイ・セェンフー、1987年8月27日 - ）は、台湾（中華民国）台北市出身の元プロ野球選手（内野手）。右投右打。NPBでは育成選手であった。

## 経歴

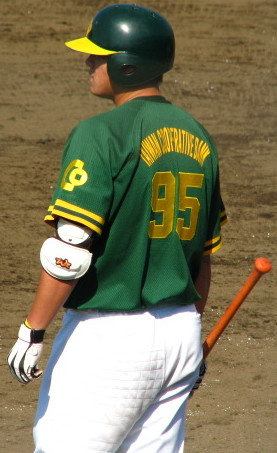
2010年3月27日

開南大学を経て、社会人野球チームの合作金庫銀行でプレー。2010年は、30試合に出場し、打率.385、5本塁打、22打点の成績を収めた。
2011年1月19日、NPBの千葉ロッテマリーンズに育成選手として入団。
2012年10月1日、球団より翌年の契約を更新しないと通達された。

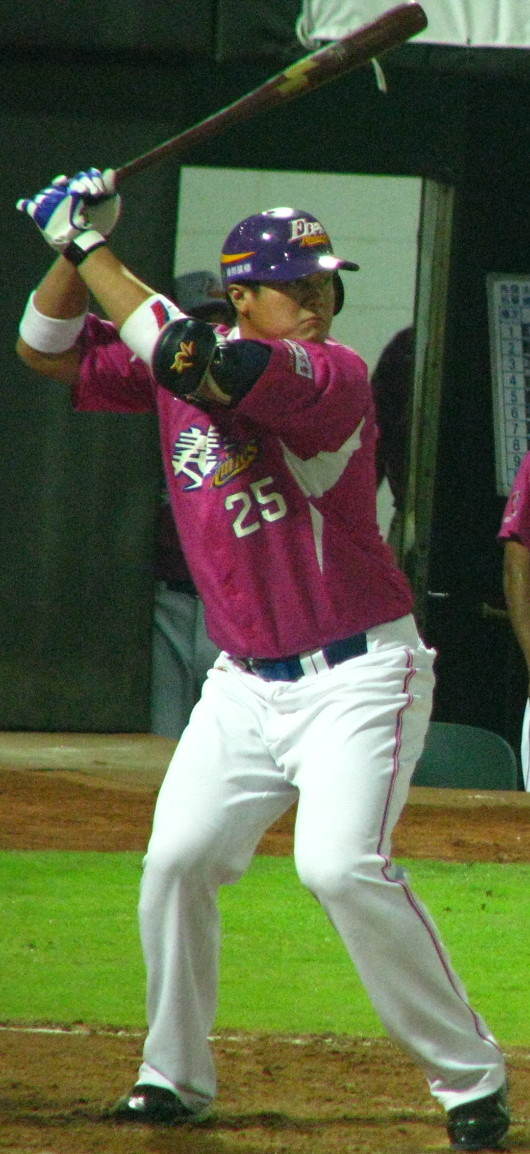
2013年9月8日

同年12月、CPBLの義大ライノズよりドラフト6位指名を受け入団したが、2013年のシーズン終了後にわずか1年の在籍で退団した。
その後は2016年まで社会人野球チームでプレーし、高校野球の指導者に転身した。

## 詳細情報

### NPB記録
- 一軍公式戦出場なし

### 年度別打撃成績
| 年 度     | 球 団     | 試 合 | 打 席 | 打 数 | 得 点 | 安 打 | 二 塁 打 | 三 塁 打 | 本 塁 打 | 塁 打 | 打 点 | 盗 塁 | 盗 塁 死 | 犠 打 | 犠 飛 | 四 球 | 敬 遠 | 死 球 | 三 振 | 併 殺 打 | 打 率 | 出 塁 率 | 長 打 率 | O P S |
| --------- | --------- | ----- | ----- | ----- | ----- | ----- | -------- | -------- | -------- | ----- | ----- | ----- | -------- | ----- | ----- | ----- | ----- | ----- | ----- | -------- | ----- | -------- | -------- | ----- |
| 2013      | 義大      | 25    | 49    | 45    | 5     | 8     | 3        | 0        | 0        | 11    | 4     | 0     | 0        | 0     | 1     | 3     | 0     | 0     | 10    | 1        | .178  | .224     | .244     | .469  |
| 通算：1年 | 通算：1年 | 25    | 49    | 45    | 5     | 8     | 3        | 0        | 0        | 11    | 4     | 0     | 0        | 0     | 1     | 3     | 0     | 0     | 10    | 1        | .178  | .224     | .244     | .469  |

### 背番号
- 125 （2011年 - 2012年）
- 25 （2013年）